# Ludwigstraße 8 (Bad Kissingen)

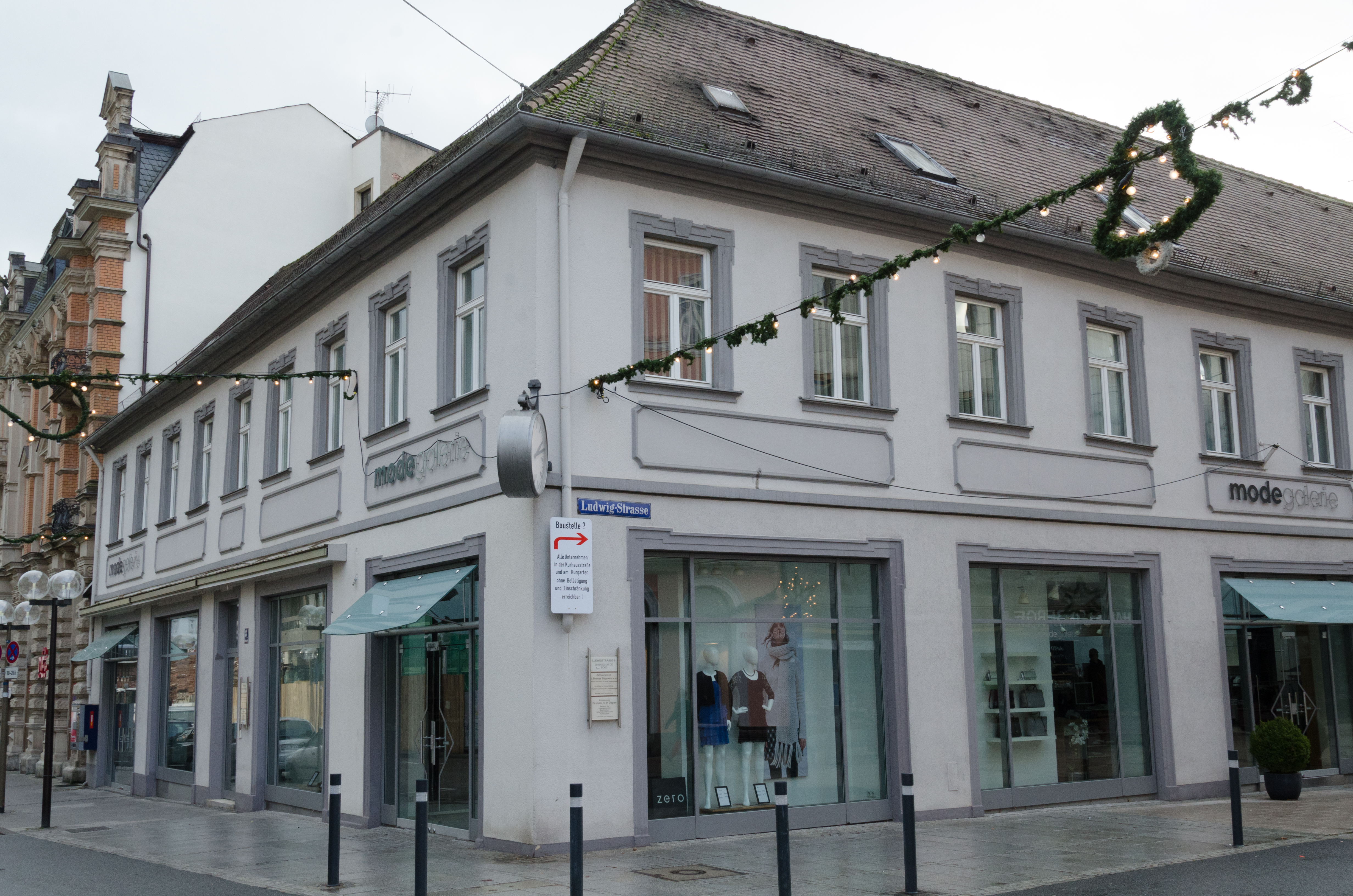
Ludwigstraße 8 in Bad Kissingen.

Das Anwesen Ludwigstraße 8 in der Ludwigstraße in Bad Kissingen, der Großen Kreisstadt des unterfränkischen Landkreises Bad Kissingen, gehört zu den Bad Kissinger Baudenkmälern und ist unter der Nummer D-6-72-114-42 in der Bayerischen Denkmalliste registriert.

## Geschichte
Der zweigeschossige Satteldachbau entstand im Jahr 1789 und damit bereits vor der in den 1830er Jahren angelegten Ludwigstraße zu einer Zeit, als die Bad Kissinger Stadtmauer noch existierte. Das Anwesen trägt an einer seiner barocken Fensterrahmungen das exakte Baudatum. Die Entstehung des Gebäudes vor Anlage der Ludwigstraße erklärt den Knick des Straßenzugs an dieser Stelle.
Heute beherbergt das Anwesen Wohnungen und Geschäfte.